# クロノアヒーローズ 伝説のスターメダル
『クロノアヒーローズ 伝説のスターメダル』（クロノアヒーローズ でんせつのスターメダル）は、2002年12月13日にナムコ（後のバンダイナムコゲームス）から発売された、ゲームボーイアドバンス専用ソフト。風のクロノアシリーズの一作。ジャンルはアクションRPG。本作は日本でのみ発売された。

## 登場人物
風のクロノアの登場人物一覧も参照

### 主人公
クロノア
声 - 渡辺久美子
風の村ブリーガルに住む少年。ヒーローにあこがれ、いつか自分もヒーローになりたいと思っている。
ガンツ
声 - 櫻井孝宏
クールな一匹狼の賞金稼ぎ。毒の爪のハンターを探している。かなり船酔いしやすい。
パンゴ
声 - 飯塚昭三
大柄な花火師。息子の病気を治す方法を探して旅をしている。ガンツとクロノアのなだめ役。

### 味方
ロロ
クロノアの幼馴染の巫女見習いの少女。かなりドジで、よく何もない所で転ぶ。
じっちゃん
クロノアの育ての親。風のリングはクロノアがじっちゃんにもらったものである。
バルー
炭鉱で働く謎の多い人物。クロノアに必殺技を授けてくれる。
大巫女
天空寺院を治めている大巫女。クロノアにヒーローメダルを授ける。
カラル
ジャグケトルの海に住む巨大魚の子。ある問題に悩まされている。
パメラ
ジャグケトルの海に住む巨大魚。カラルの母親。満月の夜に起こるある出来事に悩まされている。
ディグロ
ムゥンズの村に滞在する旅商人。特技は占い。

### 敵
ガーレン
世界を支配しようとしている謎の科学者。月面に巨大な基地を作っている。
ジョーカー
ピエロのような姿のガーレンの仲間。ロロをさらう。
ジャンガ
毒の爪を持つハンターで、ガンツの宿敵でもある。

## 主題歌
- SIGN OF HERO
  - 作詞：namco（あらゐよしひこ） / 作曲：namco（かきのかなこ） / 編曲：くさまけい / 歌：渡辺久美子

攻略本にはフルサイズの歌詞が掲載されているが、当時は商品化されず、フルサイズで聴くことはできなかった。フルサイズは2011年にiTunesで発売された『クロノアヒーローズ 伝説のスターメダル ミュージックコレクション』で初商品化となったが、ゲームで使われたものとは異なる音源を収録している。

## CMアニメーション
監督は金井次朗。一時期は公式サイトでも公開されていた（2003年2月28日を以て公開終了）。出演キャストは以下の通り。
- クロノア：渡辺久美子
- ロロ：川上とも子
- ナレーション：檜山修之